# Prorva
Prorva è un film del 1992 diretto da Ivan Dychovičnyj.